# Všetaty (okres Rakovník)
Všetaty (německy Wschetat) jsou obec v okrese Rakovník ve Středočeském kraji, zhruba 6,5 kilometru jihovýchodně od Rakovníka. Žije zde 320 obyvatel.

## Historie
Oblast okolo vesnice byla osídlena zřejmě již před naším letopočtem, jak o tom vypovídají archeologické nálezy popelnic z doby knovízské kultury (10.–8. století př. n. l.).[zdroj⁠?!] První písemná zmínka o vesnici pochází z roku 1337. Vesnice tehdy byla rozdělena mezi dva majitele. Pět usedlostí patřilo ke Chlumu a roku 1398 byl jejich majitelem Jan ze Chlumu a Všetat. Druhý díl vlastnili zemané Hrdoň (připomínaný roku 1380) a Dražek (1383). Obě části roku 1420 spojil Petr Vrš z Modřejovic a další dějiny vsi jsou spojeny především s majiteli všetatského zámku.
Dne 19. dubna 1944 byla obec obsazena německým vojskem, když v jejím okolí přistáli parašutisté z výsadku Sulphur. Okupanti se snažili zjistit, kdo z obyvatel jim pomáhal a pro výstrahu zatkli pět lidí, kteří byli převezeni na Pankrác a později propuštěni.

### Územněsprávní začlenění
Dějiny územněsprávního začleňování zahrnují období od roku 1850 do současnosti. V chronologickém přehledu je uvedena územně administrativní příslušnost obce v roce, kdy ke změně došlo:
- 1850 země česká, kraj Praha, politický i soudní okres Rakovník[6]
- 1855 země česká, kraj Praha, soudní okres Rakovník
- 1868 země česká, politický i soudní okres Rakovník
- 1939 země česká, Oberlandrat Kladno, politický i soudní okres Rakovník[7]
- 1942 země česká, Oberlandrat Praha, politický i soudní okres Rakovník[8]
- 1945 země česká, správní i soudní okres Rakovník[9]
- 1949 Pražský kraj, okres Rakovník[10]
- 1960 Středočeský kraj, okres Rakovník
- 2003 Středočeský kraj, obec s rozšířenou působností Rakovník

### Rok 1932
Ve vsi Všetaty (578 obyvatel) byly v roce 1932 evidovány tyto živnosti a obchody: autodoprava, biograf Sokol, cihelna, 2 obchody s dobytkem, družstvo pro rozvod elektrické energie ve Všetatech, 2 hostince, kapelník, 2 koláři, 2 kováři, 2 krejčí, Družstevní lihovar, mlýn, 3 obuvníci, obchod s ovocem a zeleninou, obchod s lahvovým pivem, rolník, 3 sadaři, 3 obchody se smíšeným zbožím, spořitelní a záložní spolek pro Všetaty, truhlář, zámečník.

## Obyvatelstvo
| Rok            | 1869 | 1880 | 1890 | 1900 | 1910 | 1921 | 1930 | 1950 | 1961 | 1970 | 1980 | 1991 | 2001 | 2011 | 2021 |
| -------------- | ---- | ---- | ---- | ---- | ---- | ---- | ---- | ---- | ---- | ---- | ---- | ---- | ---- | ---- | ---- |
| Počet obyvatel | 498  | 488  | 541  | 565  | 572  | 588  | 533  | 368  | 414  | 353  | 339  | 310  | 311  | 311  | 316  |
| Počet domů     | 65   | 76   | 83   | 86   | 87   | 86   | 98   | 112  | 101  | 99   | 89   | 100  | 105  | 108  | 117  |

## Doprava
Do obce vedou silnice III. třídy. Železniční trať ani stanice na území obce nejsou. V roce 2011 v obci měly zastávku autobusové linky jedoucí např. do těchto cílů: Rakovník, Skryje, Slabce.

## Pamětihodnosti
- Socha Panny Marie, barokní, na trojbokém podstavci, kolem roku 1730
- Zámek Všetaty, barokní stavba (kolem 1700) na místě starší tvrze. Jednopatrová obdélná budova, fasády členěny omítkovými pasy. Klenby místností křížové a valené, v patře oválná kaple s freskou na stropě.[14]